# Lissochelifer depressoides
Espèce
Synonymes
- Lophochelifer depressoides Beier, 1967

Lissochelifer depressoides est une espèce de pseudoscorpions de la famille des Cheliferidae.

## Distribution
Cette espèce se rencontre en Inde et au Sri Lanka.

## Description
Le mâle holotype mesure 2,5 mm et la femelle paratype 2,3 mm.

## Publication originale
- Beier, 1967 : Pseudoscorpione vom kontinentalen Südost-Asien. Pacific Insects, vol. 9, p. 341-369 (texte intégral).